# Lancer du poids féminin aux championnats du monde d'athlétisme 1997
Navigation
Göteborg 1995 Séville 1999
L'épreuve du lancer du poids féminin des championnats du monde d'athlétisme 1997 s'est déroulée les 5 et 7 août 1997 au Stade olympique d'Athènes, en Grèce. Elle est remportée par l'Allemande Astrid Kumbernuss.

## Résultats

### Finale
| Rang               | Athlète                     | Pays       | Essais | Essais | Essais | Essais | Essais | Essais | Marque  | Notes |
| Rang               | Athlète                     | Pays       | 1      | 2      | 3      | 4      | 5      | 6      | Marque  | Notes |
| ------------------ | --------------------------- | ---------- | ------ | ------ | ------ | ------ | ------ | ------ | ------- | ----- |
| Médaille d'or      | Astrid Kumbernuss           | Allemagne  | 20.59  | 20.71  | 20.52  | 20.24  | X      | 20.70  | 20.71 m |       |
| Médaille d'argent  | Vita Pavlysh                | Ukraine    | X      | 20.57  | X      | 20.51  | 20.36  | 20.66  | 20.66 m |       |
| Médaille de bronze | Stephanie Storp             | Allemagne  | 19.22  | 18.84  | X      | 18.67  | X      | 18.92  | 19.22 m |       |
| 4                  | Huang Zhihong               | Chine      | 18.63  | 18.64  | 18.72  | 19.15  | X      | 19.07  | 19.15 m |       |
| 5                  | Connie Price-Smith          | États-Unis | 19.00  | 18.17  | 18.64  | X      | 18.53  | X      | 19.00 m |       |
| 6                  | Li Meisu                    | Chine      | 17.30  | 18.62  | 18.21  | 18.58  | 18.10  | 18.50  | 18.62 m |       |
| 7                  | Nadine Kleinert             | Allemagne  | 18.33  | 18.42  | X      | 17.91  | 18.22  | X      | 18.42 m |       |
| 8                  | Krystyna Danilczyk-Zabawska | Pologne    | X      | X      | 17.83  | X      | 17.55  | X      | 17.83 m |       |
| 9                  | Svetla Mitkova              | Bulgarie   | 17.75  | 17.51  | 17.62  |        |        |        | 17.75 m |       |
| 10                 | Svetlana Krivelyova         | Russie     | X      | 17.08  | 17.38  |        |        |        | 17.38 m |       |
| 11                 | Valeyta Althouse            | États-Unis | 16.92  | X      | 16.78  |        |        |        | 16.92 m |       |
| 12                 | Tressa Thompson             | États-Unis | X      | 16.48  | X      |        |        |        | 16.48 m |       |

## Légende
Records et Performances
- AR : Record continental (area record)
- CR : Record des championnats (championship record)
- MR : Record du meeting (meet record)
- NR : Record national (national record)
- OR : Record olympique (olympic record)
- PR : Record paralympique (paralympic record)
- PB : Record personnel (personal best)
- SB : Meilleure performance personnelle de la saison (season's best)
- WL : Meilleure performance mondiale de l'année (world leader)
- WJR : Record du monde junior (world junior record)
- WR : Record du monde (world record)

Circonstances et Conditions
- DNF : N'a pas terminé (did not finish)
- DNS : N'a pas pris le départ (did not start)
- DQ : Disqualification (disqualification)
- NM : Aucun essai valable enregistré (No Mark)
- Q : Qualifié « directement » au prochain tour (ou à la prochaine compétition), lors d'une compétition majeure, grâce au classement ou à la réalisation des minima (automatic qualifier)
- q : Qualifié au prochain tour (ou à la prochaine compétition), lors d'une compétition majeure, grâce au repêchage ou à la réalisation de l'une des meilleures performances parmi celles des « non qualifiés directement » (grâce au meilleur temps ou à la meilleure distance par exemple) (secondary qualifier)